# Cross River
Cross River (Křížová řeka), domorodými názvy Manyu a Oyono, je řeka v Africe, dlouhá 489 km. Pramení v pohoří Bakossi na kamerunském území a teče k severozápadu, překračuje státní hranici do Nigérie a na území stejnojmenného federálního státu se stáčí k jihozápadu a k jihu. Vlévá se do atlantského zálivu Bonny estuárem širokým až dvacet kilometrů, který sdílí s řekou Calabar River. Významnými přítoky jsou Aya, Aloma a Great Kwa. Dolní tok Cross River je významnou lodní cestou. Řeka je značně vodnatá, neboť protéká oblastí s vysokými srážkami, její břehy lemuje deštný prales a mangrovy, v oblasti se pěstuje palma olejná. V oblasti Oban Hills zřídila nigerijská vláda národní park Cross River, kde žije gorila nigerijská, zvaná také „Cross River gorilla“. V povodí řeky žijí převážně Efikové, největšími městy na řece jsou Ikom a Oron. Tok řeky prozkoumal v polovině devatenáctého století jako první Evropan anglický cestovatel John Beecroft.